# Saint-Jacques (Métro Paris)

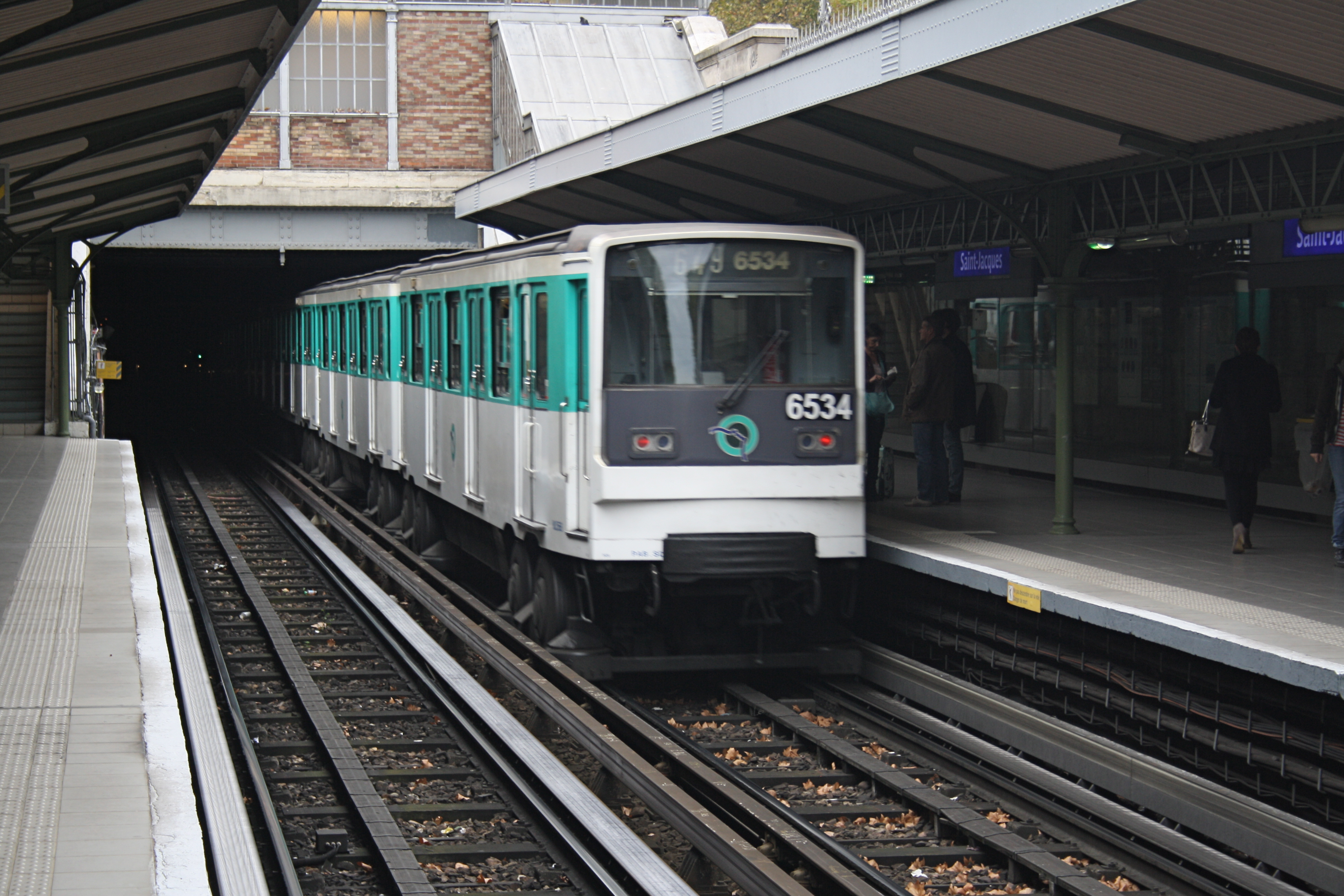
In den Tunnel einfahrender Zug der Baureihe MP 73

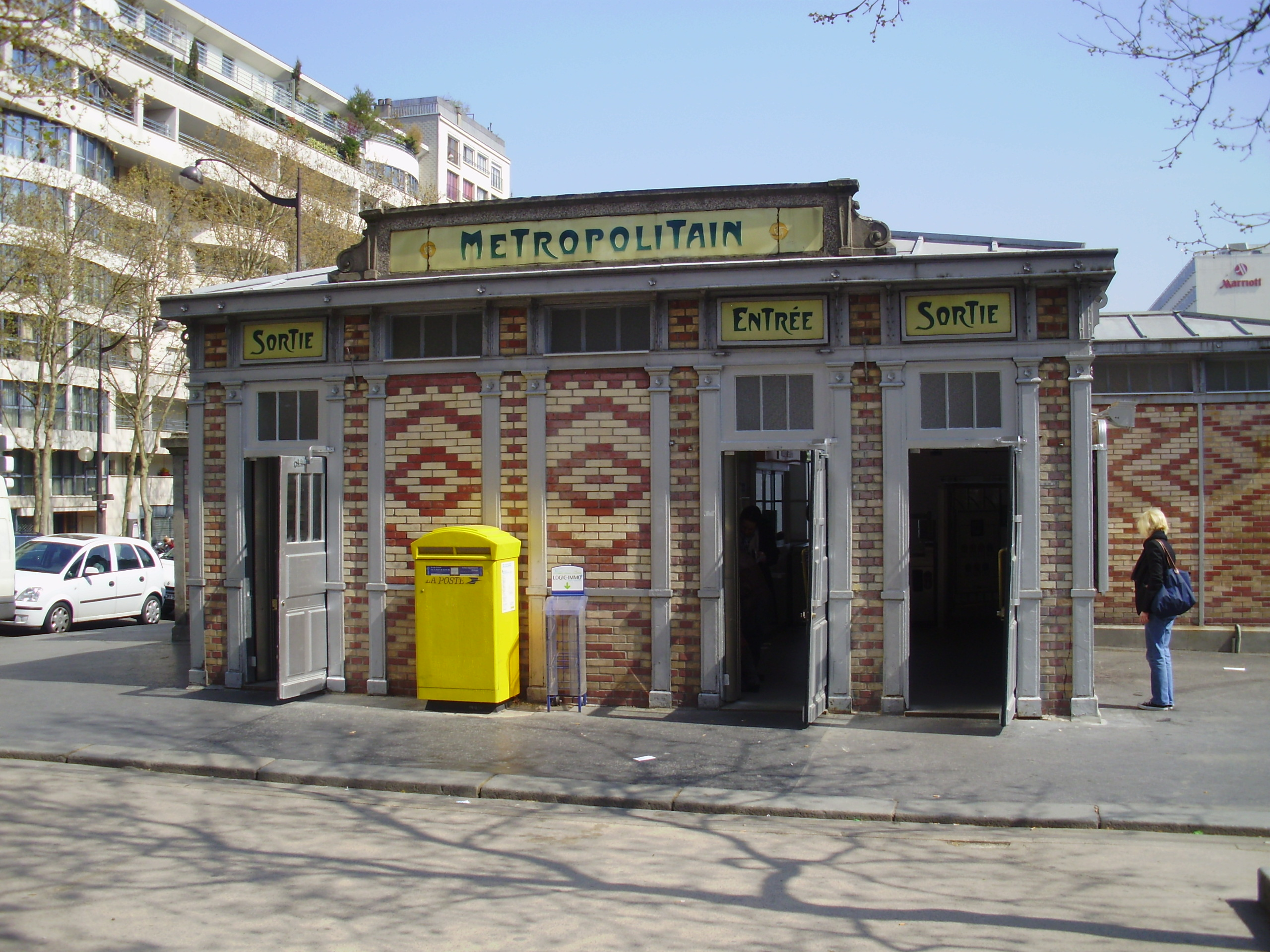
Zugangsbauwerk aus dem Jahr 1904

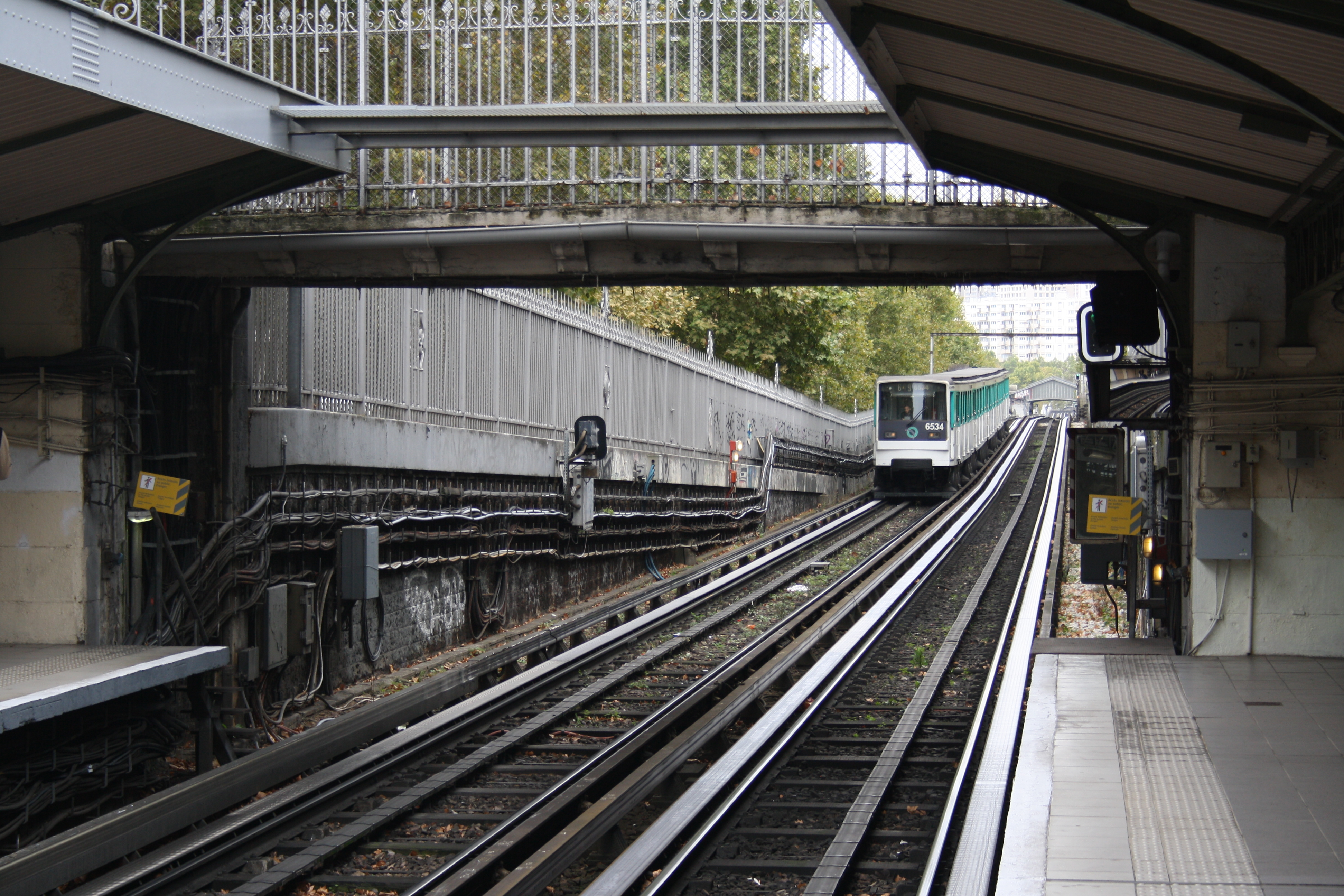
Östlich der Station beginnt die zum Viadukt führende Rampe, im Hintergrund ist die Station Glacière erkennbar

Saint-Jacques [sɛ̃ ʒak] ist eine oberirdische Station der Linie 6 der Pariser Métro.

## Lage
Der U-Bahnhof befindet sich an der Grenze des Quartier du Montparnasse mit dem Quartier du Parc de Montsouris im 14. Arrondissement von Paris. Er liegt in einem Einschnitt im Mittelstreifen des Boulevard Saint-Jacques, südöstlich dessen Kreuzung mit dem Straßenzug Rue du Faubourg Saint-Jacques – Rue de la Tombe-Issoire.

## Name
Namengebend ist der Boulevard Saint-Jacques, südlich dessen die ehemalige Vorstadt Faubourg Saint-Jacques begann. Jacques de Zébédée (dt.: Jakobus der Ältere) war einer der zwölf Apostel des Christentums.

## Geschichte
Am 24. April 1906 wurde die Station in Betrieb genommen, als der Abschnitt von Place d’Italie bis Passy eröffnet wurde. Dieser war Teil der Linie 2 Sud. Am 14. Oktober 1907 wurde die bis dahin eigenständige Linie 2 Sud aufgegeben und zum südwestlichen Endabschnitt der Linie 5 (Étoile – Gare du Nord). Am 6. Oktober 1942 wurden die Linienverläufe wieder verändert, sodass seitdem die Linie 6 an der Station verkehrt. Im Juli 1974 wurde die Linie auf gummibereifte Züge umgestellt.

## Beschreibung
Die Station liegt in einem Einschnitt zwischen den beiden Richtungsfahrbahnen des von Osten nach Westen ansteigenden Boulevard Saint-Jacques. Sie hat die ursprüngliche Pariser Standardlänge von 75 m und weist zwei in voller Länge überdachte Seitenbahnsteige an zwei Streckengleisen auf. Unmittelbar westlich der Station liegt der Tunnelmund, östlich der Station steigt die Trasse an und wird zur auf einem Viadukt liegenden Hochbahn.
Das gemauerte Eingangsbauwerk wurde 1904 nach Plänen des Architekten Jean-Camille Formigé errichtet, es liegt über dem Tunnelmund an der Kreuzung des Boulevard Saint-Jacques mit dem Straßenzug Rue du Faubourg Saint-Jacques – Rue de la Tombe-Issoire.

## Fahrzeuge
Die heutige Linie 6 wurde ab ca. 1910 von Zügen der Bauart Sprague-Thomson befahren. Im Juli 1974 wurde die Linie auf gummibereifte Fahrzeuge umgestellt, seitdem verkehrt dort die Baureihe MP 73. Seit Januar 2023 wird auch die Baureihe MP 89 CC auf der Linie 6 eingesetzt.

## Umgebung
In unmittelbarer Nähe der Station befindet sich das Gefängnis La Santé.

## Sonstiges
Am 1. April 2016 hieß die Station kurzzeitig „Coquille“ (Coquille Saint-Jacques = Jakobsmuschel, ein Aprilscherz der RATP).